# Neostrukturalismus (Wirtschaftstheorie)
Neostrukturalismus ist ein 1990 entstandener entwicklungsökonomischer Ansatz. Er hat in Lateinamerika den seit den 1980er Jahren vorherrschenden neoliberalen Ansatz im Sinne des Washington Consensus als vorherrschenden entwicklungsökonomischen Ansatz abgelöst.

## Geschichte
Inhaltlicher Vorläufer des Neostrukturalismus war der Strukturalismus. Strukturalistische Wirtschaftspolitik wurde maßgeblich von der Wirtschaftskommission der Vereinten Nationen für Lateinamerika und die Karibik CEPAL vorangetrieben. Der Strukturalismus war von den 1960er bis Mitte der 1980er Jahre dominierend.
Abgelöst wurde die strukturalistische Wirtschaftspolitik in den 1980er Jahren von einer bis um das Jahr 2000 reichenden Phase einer am Washington Consensus orientierten Wirtschaftspolitik. Die auch von der Weltbank propagierte Wirtschaftspolitik wurde als eine den südamerikanischen Ländern vom Ausland oktroyierte „neoliberal“ inspirierte Politik angesehen. Sie bewirkte ein im Vergleich zu früheren Phasen unterdurchschnittliches Wirtschaftswachstum und erwies sich als in der Bevölkerung sehr unpopulär. 
Seit Mitte der 1980er Jahre drängte Fernando Fajnzylber als geistiger Vordenker des Neostrukturalismus die Wirtschaftskommission der Vereinten Nationen für Lateinamerika und die Karibik (CEPAL) zu einer neuen Entwicklungsstrategie. Als Geburtsstunde des Neostrukturalismus gilt die Veröffentlichung der einflussreichen Publikation Transformación Productiva con Equidad (Wirtschaftlicher Strukturwandel und sozialer Ausgleich) im Jahr 1989. Beginnend mit der Wahl von Ricardo Lagos in Chile (2000) wurden in Lateinamerika eine Reihe von Mitte-links-Regierungen gewählt, die zu der Wirtschaftspolitik des Neostrukturalismus übergingen.

## Abgrenzung
Die folgende Tabelle nach Fernando Ignacio Leiva vergleicht die wirtschaftspolitischen Paradigmen des Strukturalismus, des Neoliberalismus im Sinne des Washington Consensus und des Neostrukturalismus:
| Paradigmen                | Strukturalismus (1950–1970)                                                                                                  | Neoliberalismus in Sinne des Washington Consensus (1973 bis heute)                                                                                     | Neostrukturalismus (1990 bis heute) |
| ------------------------- | --- | --- | --- |
| Devise                    | Struktureller Wandel | Strukturelle Anpassung | Produktivitätssteigernde Umgestaltung und soziale Gerechtigkeit |
| Ziel                      | Modernisierung durch Industrialisierung                                                                                      | Modernisierung durch Privatisierung | Modernisierung durch Globalisierung |
| Entwicklungspolitik       | Politischer Wille, durch Planungsprozess rationalisierte Staatsintervention                                                  | Spontanes Ergebnis der Bemühungen der Marktteilnehmer, Vorangetrieben durch den Allokationsmechanismus freier Preise                                   | Ein durchdachter Prozess, in dem Staat und Gesellschaft ihre Kräfte auf eine dynamische Einbringung in den Welthandel konzentrieren                                                                                              |
| Initiator der Entwicklung | Staat | Markt | Technischer Fortschritt durch dynamische Einbringung in den Welthandel |
| Hindernisse               | Welthandel reproduziert die Zentrum - Peripherie Asymmetrien. Historisch gewachsene Strukturen deformieren den Marktprozess. | Staatseingriffe ersticken private Initiative und fesseln den Allokationsmechanismus des Marktes. Überbewertete Währungen verschlechtern Exportchancen. | Unkoordinierter Marktmechanismus führt in Entwicklungs- und Schwellenländern dazu, dass Konkurrenzfähigkeit eher durch Niedriglohn und Währungsabwertungen als durch Produktivitäts- und Innovationsfortschritt angestrebt wird. |
| Aufgaben des Staates      | Strukturen reformieren, Kapitalakkumulation steuern, Schlüsselindustrien entwickeln.                                         | Die Minimalvoraussetzungen zum Funktionieren des Marktes gewährleisten (Verträge durchsetzen, Eigentum schützen etc.), das soziale Netz verkleinern.   | Konkurrenzfähigkeit auf dem Weltmarkt fördern (Cluster, Public Private Partnership). Die Anpassungsfähigkeit und Qualifizierung der Arbeitnehmer fördern. Sozialen Zusammenhalt stärken.                                         |
| Soziale Konflikte         | Staat absorbiert den Druck gesellschaftlicher Gruppen.                                                                       | Repression der Gewerkschaften. Vertrauen auf Trickle-Down Effekt. Subventionen abbauen.                                                                | Soziale Konflikte kanalisieren bzw. dem Ziel der Einbringung in den Welthandel unterordnen. |
| Resultat                  | Die Wirtschaft ist der Politik untergeordnet.                                                                                | Die Politik ist der Wirtschaft untergeordnet. | Politik und Kultur müssen den Anforderungen der Globalisierung angepasst werden. |